# Arbeitsgruppe südliches Afrika
Die Arbeitsgruppe südliches Afrika (ASA) war eine schweizerische antikommunistische Organisation, die das Apartheidsregime Südafrikas durch Einflussnahme auf die Berichterstattung schweizerischer Medien unterstützen wollte.
Die ASA wurde 1982 von Christoph Blocher, damals Nationalrat der SVP, gegründet. Sie sah in Südafrika einen wirtschaftlich und geopolitisch wichtigen Aussenposten des Westens (siehe Kalter Krieg). Ebenfalls Mitglieder waren unter anderem die Nationalräte Geneviève Aubry und Ulrich Schlüer und der Brigadier Carl Weidenmann, der zuvor die nachrichtendienstliche Zusammenarbeit mit Südafrika auf Schweizer Seite geleitet hatte. Dabei ging es zum einen um Rüstungsgeschäfte, welche sowohl die schweizerische Gesetzgebung als auch die UNO-Sanktionen unterliefen, zum anderen um fremdenpolizeiliche Massnahmen gegen Apartheid-Kritiker in der Schweiz, wie eine Nationalfondsstudie im Jahre 2005 aufzeigte.
Gemäss Unterlagen des militärischen Nachrichtendienstes Südafrikas, die von Historiker Peter Hug aufgearbeitet wurden, wurde dem Kontakt zu Gruppen wie der ASA, des Schweizerischen Ostinstituts um Peter Sager oder zum Zürcher «Subversivenjäger» Ernst Cincera von der Apartheidsregierung hohe Bedeutung zugemessen. Dies stand im Zusammenhang mit dem Comops Projekt der Regierung am Kap, welches die Aufbesserung des Images sowie die Bespitzelung von Apartheidsgegnern zum Ziel hatte. Die ASA organisierte Südafrika-Seminare, zu denen Industrielle, Militärs, Wissenschaftler, Politiker und andere Redner eingeladen wurden. Der Sitz war Zürich.
Die ASA veröffentlichte ein Bulletin, das zwischen 1982 und 2001 in 182 Ausgaben erschien. In diesem wurde unter anderem Verständnis für den Immorality Act, der sexuelle Beziehungen von Schwarzen und Weissen unter Strafe stellt, und den Bantu Education Act, der das getrennte Unterrichten von Schwarzen und Weissen anordnete, geäussert. Des Weiteren wurde die Entkolonialisierung Afrikas nach dem Zweiten Weltkrieg kritisiert und eine «europäische Neukolonialisierung zur Rettung des sterbenden Afrika» gefordert. Nachfolgezeitschrift sind die Fehlmann-Briefe, die seit 2002 etwa sechsmal jährlich erscheinen. Ein Quellenbestand zur ASA findet sich im Archiv der „Anti-Apartheid Bewegung der Schweiz“.

## Präsidenten
- 1982–1990: Christoph Blocher
- ab 1993: Jacques-Simon Eggly